# Edmar Bernardes dos Santos
Edmar Bernardes dos Santos (Araxá, 20 de janeiro de 1960) é um ex-futebolista brasileiro.

## Carreira

### Jogador
Caçula de nove irmãos, Edmar começou sua carreira no Distrito Federal onde seus pais se radicaram desde a fundação na do nova capital, em 1960. Ainda como amador, iniciou sua carreira como artilheiro do time principal do Brasília Futebol Clube em 1977 com 17 gols. Permaneceu até 1979, onde, novamente, marcou 17 gols. Lá, foi tricampeão juvenil do Distrito Federal (1976, 1977 e 1978).
Em 1980, após rápida passagem pelo Cruzeiro, onde chegou em janeiro, transferiu-se para o Esporte Clube Taubaté, o Burro da Central, onde foi artilheiro do Campeonato Paulista em 1980 com 17 gols.
Em 1981, retorna ao Cruzeiro para ser artilheiro do Campeonato Mineiro daquele ano, com 16 gols.
Em 82, teve rápida passagem pelo Grêmio, antes de ser negociado com o Flamengo, onde ficou até 1984.
Em 1985, Edmar retorna ao futebol paulista para defender o Guarani, no qual sagrou-se artilheiro do Brasileirão com 20 gols.
Comprou o próprio passe por 700 mil cruzados e o alugou no ano seguinte ao Palmeiras. Disputou intensamente uma vaga no ataque da equipe com Mirandinha.
Em 1987, transferiu-se para o Corinthians, onde se destacou, sendo artilheiro do Campeonato Paulista daquele ano. No ano seguinte, mais uma vez o time corintiano chegou à final do Campeonato Paulista, desta vez sendo campeão. Naquele ano, também apareceu defendendo a seleção olímpica nos Jogos Olímpicos de Seul 1988, quando obteve a medalha de prata.
Jogou três anos na Itália para retornar ao Brasil em 1991.
jogar no Atlético Mineiro (campeão mineiro em 91), no Santos (em 92), no Rio Branco de Americana (em 93) e no Guarani (em 94).
Em 95, aceitou o desafiou de jogar no desconhecido Brumel Sendai, do Japão.

### Campinas FC
Em 1998, Edmar fundou o Campinas F.C. junto com o também ex-jogador Careca, onde encerrou a carreira.

## Títulos
Brasília
- Campeonato Brasiliense: 1977, 1978

Corinthians
- Campeonato Paulista de 1988[7]

Atlético Mineiro
- Campeonato Mineiro: 1991

Seleção Brasileira
- Torneio Bicentenário da Austrália: 1988

### Prêmios individuais
- Bola de Prata da Revista Placar: 1985